# Zona Común de Pesca Argentino-Uruguaya
Se conoce como Zona Común de Pesca Argentino-Uruguaya (ZCPAU) a una extensa área del sector sudoccidental del océano Atlántico Sur, en la parte septentrional del cuerpo acuático conocido como mar argentino, incluyendo la región marítima que recibe las aguas dulces de la cuenca del Plata. Esta zona, delimitada artificialmente por límites geométricos, se ha constituido en un condominio respecto a la soberanía de sus recursos pesqueros correspondientes al mar patrimonial, los que son compartidos por la República Argentina y la República Oriental del Uruguay. Estos estados ejercen el control sobre el territorio que administran conjuntamente, a través de la gestión de un órgano bilateral intermedio, la Comisión Técnica Mixta del Frente Marítimo (CTMFM), la cual está a cargo de estudiar, estimar y establecer las asignaciones proporcionales para cada parte, respecto a los stocks pesqueros explotables (peces, crustáceos, moluscos, etc.) existentes en la zona compartida. Está vigente desde el 12 de febrero de 1974, fecha en que se realizó el canje de ratificaciones del Tratado del Río de la Plata y su Frente Marítimo, que fue el instrumento jurídico que la creó —mediante el artículo 73 y subsiguientes—.

## Administración
La administración del área es ejercida por la denominada: “Comisión Técnica Mixta del Frente Marítimo”, un Organismo Internacional con sede en la ciudad de Montevideo, aunque puede reunirse en cualquier parte de los territorios de ambas naciones. Fue constituido según lo prescripto por el artículo 80 del Tratado del Río de la Plata y su Frente Marítimo, suscrito en la ciudad nombrada, el 19 de noviembre de 1973, por los Gobiernos de la República Argentina y de la República Oriental del Uruguay.
La Comisión Técnica está compuesta de 2 grupos de 5 delegados, los que son designados por los gobiernos de cada país, al igual que los asesores que los asisten. Todos gozan de inmunidades y privilegios diplomáticos necesarios para el ejercicio de sus funciones. Para sesionar deben estar presentes por lo menos 3 de los 5 de cada nacionalidad. El presidente y el vicepresidente de la Comisión desempeñan sus cargos por períodos anuales, haciéndolo de manera alternada, por los presidentes de cada delegación. La Comisión cuenta con una Secretaría Administrativa y una Secretaría Técnica, cada una de estas está dirigida por un secretario específico, designado por un período de 3 años prorrogables, por una sola vez, por el mismo lapso. Al terminar su mandato, quien lo suceda debe tener la otra nacionalidad de los dos países.
El proceder de la administración es llevado a cabo mediante un estatuto. Esta tiene por cometido la elaboración de investigaciones científicas que permiten una explotación racional de los recursos vivos presentes en el área compartida, así como la protección del medio marino, en especial mediante la prevención y eliminación de contaminantes. Mediante el establecimiento de normas y medidas, es la encargada de diseñar planes de aprovechamiento y conservación de los recursos vivos de la zona de interés común, los que serán sometidos a la consideración de ambos estados a través de sus respectivos Ministerios de Relaciones Exteriores, como establecer vedas sectorizadas o generales por especie y temporada, así como fijar los volúmenes de captura de cada especie y distribuirlos entre los respectivos países, siendo estos ajustados periódicamente.

## Límites y características oceanográficas
La zona común de pesca comprende las aguas del frente exterior marítimo del Río de la Plata que se encuentren dentro de la superficie determinada por 2 arcos de circunferencia con un radio de 200 millas náuticas (370,4 km), cuyos ejes de trazado están localizados en la punta Rasa (extremo sur de la bahía de Samborombón y el extremo norte del cabo San Antonio, partido de La Costa, provincia de Buenos Aires, en la Argentina) y en la punta del Este (departamento de Maldonado, en Uruguay). Su superficie es de 216 000 km². Esta área no incluye la franja comprendida entre las riberas respectivas y la línea de las 12 millas marinas (22,2 km) —medidas desde las líneas de bases rectas—, es decir, no comprende las denominadas aguas internas ni las de los mares territoriales de ambas repúblicas que caen dentro de dichas circunferencias. Tampoco incluiría la franja de 12 millas náuticas que (alejada por la misma distancia de las costas respectivas) acompaña por fuera al confín exterior del Río de la Plata, ya que dicho límite corresponde a sus respectivas líneas de base recta para las naciones ribereñas, por lo cual, en algunas interpretaciones dichas lonjas deberían ser consideradas como ubicadas fuera de la zona común, aunque en mapas oficiales se hace llegar el área común hasta el mismo límite jurídico del Río de la Plata, es decir, incluyendo esa franja de ambos mares territoriales. El área compartida, en cambio, sí incorpora la banda continua que llega hasta las 24 millas marinas, la que es denominada zona contigua. 
Las profundidades dentro del área van desde los 6 metros, en el banco Rouen, hasta los 4065 metros, en la parte austral del borde exterior de los fondos uruguayos. El lecho presenta dos sectores principales. Del lado más próximo a las tierras emergidas se presenta una ancha franja que contiene un amplio sector mesetiforme, con profundidades inferiores a los 200 metros, que comprende a la plataforma submarina, que es el sócalo continental sudamericano. Hacia la parte externa, en cambio, otra franja de similar anchura contiene el borde del talud continental, constituido por el margen de la plataforma que desciende hacia las llanuras abisales. En el sector del lecho uruguayo destacan el pozo de Fango y, más hacia mar adentro, el banco del Cabezón. En el sector del lecho argentino se encuentra el banco Rouen, que hace contacto con el borde exterior jurídico del Río de la Plata.

### Límite externo
El giro del arco formado desde Punta Rasa es detenido por las 12 millas costeras del litoral bonaerense —en un punto entre Claromecó y Necochea, a 38 metros de profundidad—. El giro del arco formado desde Punta del Este, en cambio, no llega a aguas costeras, ya que se interrumpe por la línea que demarca la frontera marítima entre Brasil y Uruguay —en un punto a 3639 metros de profundidad—; desde allí el límite de la Zona Común pasa a correr sobre el propio límite lateral brasileño-uruguayo, hasta alcanzar un punto —a 23 metros de profundidad— situado a 12 millas costeras del litoral de esos dos países, en la zona de Barra del Chuy. Ambos giros se reúnen en un punto ubicado en el lecho argentino, a 3090 metros de profundidad.

### Límite interno
El límite interno, en su parte central, es rectilíneo durante más de 200 km, en el tramo en que acompaña al confín exterior del Río de la Plata. El límite con las agua exclusivas de Uruguay es ondulante, ya que el mismo es paralelo a la línea de bases rectas trazada sobre la costa uruguaya, la cual es recortada por cabos y bahías. El límite con las agua exclusivas de la Argentina, en cambio, es mayormente continuo, dada la escasez de bahías o cabos en la costa bonaerense; apenas hace una curva marcada al superar la punta Médanos y una pequeña inflexión antes de alejarse del cabo Corrientes.

### Zona especial contra la contaminación
Dentro de la superficie en común se ha configurado un área especial de forma cuadrangular, la cual es también compartida por ambos países, es la denominada: “Zona Común de Prohibición de Vertimiento de Hidrocarburos y otras Acciones Contaminantes”. Su base se apoya a todo lo largo de la línea que determina el límite exterior del Río de la Plata; las aguas territoriales recostadas sobre esta última traza son también incluidas en esta zona especial. Los 4 extremos son: la punta Rasa, la punta del Este y los puntos ubicados en las coordenadas 36°14′S 53°32′W y 37°32′S 55°23′W. Allí están prohibidos el vertido de hidrocarburos, el lavado de tanques, el achique de sentinas y de lastre y demás acciones capaces de tener efectos contaminantes. 

## Rasgos hidrobiológicos
El área común de pesca posee una elevada productividad biológica. Es un ambiente hidrológicamente complejo y dinámico, influenciado por los cambios estacionales e interanuales del volumen de agua dulce de la pluma de descarga —rica en nutrientes— volcada por el Río de la Plata y los regímenes estacionales de los vientos relacionados al centro de alta presión del Atlántico Sur. El aporte de nutrientes transportados desde el sudoeste por las frías aguas subantárticas de la corriente de las Malvinas —rama atlántica de la corriente circumpolar antártica—, que se vincula con el borde de la plataforma argentina, se encuentran con la acción diluyente en salinidad que provoca el Plata, más el aporte, mucho más marcado durante el verano, de masas de aguas subtropicales transportadas desde el nordeste por la corriente del Brasil. Topográficamente, el régimen costero es separado del de plataforma por el escalón conformado por la isóbata 50-60 metros.

### Adscripción ecorregional
Ecorregionalmente, la zona compartida se incluye en la ecorregión marina plataforma Uruguay–Buenos Aires. En otras propuestas de regionalización biogeográfica, las aguas costeras, hasta las isóbatas entre 82 y 95 metros, se incluyen en el distrito uruguayo y en una porción septentrional del distrito chubutiano (ambos separados por la latitud de Miramar), siendo los dos, subdivisiones de la provincia biogeográfica argentina de la región subtropical; las aguas a mayor profundidad se incluyen en la provincia biogeográfica magallánica de la región subantártica.

## Explotación

### Derechos de explotación

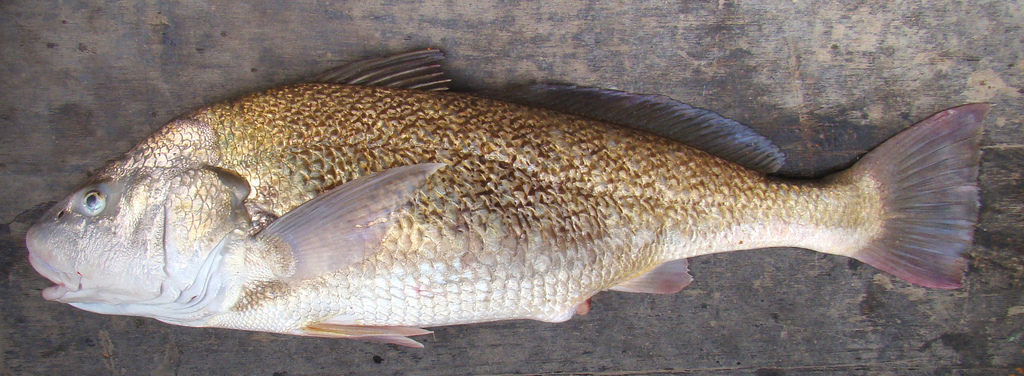
Entre los peces más importantes de la zona compartida se encuentra la corvina rubia, no solo por su abundancia, también por los volúmenes que se pescan anualmente.

En la zona común de pesca ambos países comparten la jurisdicción y derechos de soberanía de los recursos vivos que les corresponden en virtud de lo estipulado por la Convención de las Naciones Unidas sobre el Derecho del Mar para los fines de investigación, exploración, explotación, conservación y administración de las existencias pesqueras que allí se encuentren, en toda la columna de agua, desde la superficie hasta las aguas suprayacentes al lecho. Este condominio no incluye los recursos no bióticos contenidos en el lecho y subsuelo, para su adjudicación rige el deslinde del límite lateral marítimo argentino-uruguayo (la línea de equidistancia a costas adyacentes, que parte del punto medio de la límite exterior del Río de la Plata) exceptuando los que se extienden a ambos lados de la línea, los que también son compartidos (según el volumen presente en cada lado).
Solo pueden pescar libremente en toda la zona común los buques con banderas de la Argentina o de Uruguay y que estén debidamente matriculados. Cada país suministra al otro la nómina de los navíos que aprueba a operar en el área compartida. Los derechos de captura de los volúmenes de cada especie se distribuyen en forma equitativa para cada país, en forma proporcional a la riqueza de la misma que aporta cada una de las porciones del área común, lo que es evaluado según criterios científicos y económicos.
Cada uno de los dos países puede expedir permisos de pesca a favor de buques de terceras banderas para capturar parte o todo el cupo que le corresponde por especie, sin embargo, estas embarcaciones no pueden pescar en cualquier área de la zona común, solo pueden hacerlo en el lado correspondiente al país que lo autorizó, el cual es deslindado por el límite lateral marítimo en donde contactan las aguas de ambos países. Cada país ejerce funciones de control y vigilancia en su correspondiente porción, coordinándolas adecuadamente con su contraparte.
Las especies blanco que son objetivo de captura pueden ser cualquier tipo de peces o invertebrados marinos, exceptuando las especies y/o zonas vedadas temporal o totalmente, determinadas por la autoridad competente. Quedan excluidos del condominio los mamíferos marinos, los que, al igual que las aves y tortugas marinas, gozan de protección absoluta en ambos países, más allá de la preocupante frecuencia de capturas incidentales que sufren.

### Volúmenes de desembarques
En el período 1989-2017, el año con mayor desembarque de capturas en la ZCPAU fue 1995, con 350 022 toneladas, mientras que el menor fue 2016 con 109 123 t. Respecto a la flota de cada país en igual período, el año con mayor desembarque de capturas en la ZCPAU por barcos de bandera argentina fue 1995, con 223 527 toneladas, mientras que el menor fue 1999 con 52 041 t; el año con mayor desembarque de capturas en la ZCPAU por barcos de bandera uruguaya fue 1991, con 143 805 toneladas, mientras que el menor fue 2016 con 36 361 t.

### Técnicas de pesca empleadas y especies más explotadas
Entre las artes de pesca empleadas en la zona común se encuentran: surimero (arrastre de fondo), arrastre media agua (en las zonas con buena profundidad), palangre, red de enmalle, red tangonera, etc. Las pesquerías son mono o multiespecíficas y se dividen en pesca costera (la que explota el área desde las aguas territoriales hasta la isóbata de 50 metros), la pesca pelágica y la pesca demersal. La flota pesquera es de tipo artesanal, de rada o ría, costera, de altura e industrial, está última está dominada por buques arrastreros y, en mucha menor medida, por buques palangreros. Entre los arrastreros, la técnica tradicional es el “arrastre en pareja” (empleando dos barcos), método muy eficiente en la captura de peces demersales, por lo que desplazó al “arrastre de puertas” (o “arrastre con portones de hierro”). En el tercio de la superficie con menor profundidad se aplica la Resolución CTMFM N°.7/1997 (con modificaciones mediante la Resolución CTMFM N°.10/2000, artículo 1°), que determina la veda para pesca con arrastre de fondo para buques con eslora mayor a 28 metros. Otras resoluciones están dirigidas a la veda de determinadas especies, en ciertas zonas y durante una parte del año.
La Zona Común cuenta con una notable diversidad íctica; hacia fines del siglo XX se habían registrado más de 300 especies. Entre los taxones de peces capturados allí, los que más toneladas han sido desembarcadas se encuentran: merluza común, merluza de cola, merluza negra, mero, pescadilla de red, pescadilla real, corvina rubia o blanca, corvina negra, pargo blanco, besugo, pez palo, salmón de mar, abadejo, castañeta, rubio o rouget, brótola, anchoita, palometa pintada, caballa, lenguados, gatuzo, cazón, pez ángel o angelito, así como otras rayas y tiburones varios. Entre los invertebrados, la especie más destacada es el calamar argentino o pota.
Generalmente, los productos son comercializados frescos en el mercado interno de cada país y congelados cuando son destinados a mercados externos.